# Струве 1341
Струве 1341 (англ. Struve 1341) — двойная звезда в созвездии Большой Медведицы на расстоянии приблизительно 217 световых лет (около 66,5 парсек) от Солнца. Возраст звезды определён как около 8,1 млрд лет.
Вокруг звезды обращается планета с экстремальными характеристиками.
Звезда видна на всей территории России в любительский телескоп.

## Характеристики

Орбитальное движение планеты HD 80606 b

Первый компонент (HD 80607) — жёлтый карлик спектрального класса G5. Видимая звёздная величина звезды — +9,07m. Масса — около 1,081 солнечной, радиус — около 1,047 солнечного, светимость — около 0,879 солнечной. Эффективная температура — около 5416 K.
Второй компонент (HD 80606) — жёлтый карлик спектрального класса G5. Видимая звёздная величина звезды — +9m. Масса — около 1,081 солнечной, радиус — около 1,086 солнечного, светимость — около 1,001 солнечной. Эффективная температура — около 5472 K. Удалён на 20,5 угловой секунды.

## Планетная система
Планета HD 80606 b была обнаружена у звезды HD 80606 командой Наэф в 2001 году. По данным на июнь 2007 года, её орбита одна из самых эксцентричных у внесолнечных планет. Эксцентриситет составляет 0,9336 и сравним с эксцентриситетом орбиты кометы Галлея в нашей Солнечной системе. Эксцентриситет может быть результатом эффекта Козаи, что фактически произошло бы, если бы орбита планеты значительно наклонена, что связано с бинарностью звезды. Это подкрепляется возможным обнаружением значительного рассогласования между орбитой планеты и экватором звезды, которая являлась бы ожидаемым результатом эффекта Козаи.
В результате высокого эксцентриситета орбиты, расстояние планеты от звезды варьируется от 0,03 до 0,88 а.е. На апоастре планета похожа по условиям на Землю, в то время как в периастре условия будут более жаркими, чем на Меркурии. В результате на планете имеют место резкие колебания температуры: когда планета подходит к звезде температура поднимается от +500 °C до +1200°C всего за шесть часов, пока планета проходит периастр.
Обитаемых планет в этой системе быть не может. Кроме того, наблюдения исключают наличие планет тяжелее, чем 0,7 массы Юпитера с периодом в один год или менее.
В 2019 году учёными, анализирующими данные проектов HIPPARCOS и Gaia, у звезды обнаружена планета HIP 45983 b.
В 2019 году учёными, анализирующими данные проектов HIPPARCOS и Gaia, у звезды обнаружена планета HIP 45982 c.